# Rengers
Rengers ist ein Wohnplatz in der Stadtteilgemarkung Rohrdorf von Isny im Allgäu im baden-württembergischen Landkreis Ravensburg.

## Geographie
Der Ort liegt circa zwei Kilometer nördlich dem Stadtgebiet von Isny im Allgäu. Südlich von Rengers fließt die Untere Argen. Nordwestlich der Ortschaft befindet sich das Naturschutzgebiet Rengersmoos und westlich das Naturschutzgebiet Moos im Zeller Wald.

## Geschichte
Rengers wurde erstmals urkundlich um das Jahr 1250 als Rengers erwähnt. In dieser Zeit befanden sich Fallehengüter des Klosters Isny und Bäuerliche Eigengüter Ort. Im Jahr 1808 fand die Vereinödung Rengers' statt, wobei der Ortsteil Rangenhalden entstand. Die Marienkapelle im Ort wurde im Jahr 1864 errichtet.